# نیسو (لریک)
نیسو (به لاتین: Nıso یا Nısa) یک منطقه مسکونی در جمهوری آذربایجان است که در شهرستان لریک واقع شده است. نیسو ۹۰ نفر جمعیت دارد.

## ریشه واژه
نیسو در زبان تالشی به‌معنی شمال یا بی‌آفتاب است.